# 토롤드사슴
토롤드사슴(Thorold's deer, Cervus albirostris)은 사슴의 일종으로 멸종위기종의 하나이다. 티베트고원 동부 고지대의 초원과 관목 지대와 숲에서 발견된다. 주둥이 주위의 흰 반점때문에 흰입술사슴(white-lipped deer, Baichunlu, 白唇鹿)으로도 알려져 있다. 학명은 1883년에 니콜라이 프르제발스키가 처음 명명했으며, 이름은 퍼음으로 표본을 수집한 토롤드(G. W. Thorold)의 이름을 따서 지었다. 2011년 초반 현재, 국제 종(種) 정보시스템(ISIS, International Species Information System)에 등록된 동물원에만 100마리 이상이 사육중에 있고, 1998년에 약 7000여 마리가 야생에서 서식하고 있다.